# Молодіжна збірна М'янми з футболу
Молодіжна збірна М'янми з футболу  — представляє М'янму на міжнародних футбольних змаганнях. Контролюється Федерацією футболу М'янми. До 1989 року, коли Бірма була перейменована в М'янму, мала назву Молодіжна збірна Бірми з футболу. У 2015 дебютувала на молодіжному чемпіонаті світу.

## Виступи на молодіжному ЧС
| Рік         | Раунд              | МЗ | В | Н | П | ГЗ | ГР |
| ----------- | ------------------ | -- | - | - | - | -- | -- |
| 1977 — 1999 | Не брали участі    | -  | - | - | - | -  | -  |
| 2001 — 2013 | Не кваліфікувались | -  | - | - | - | -  | -  |
| 2015        | Груповий етап      | 3  | 0 | 0 | 3 | 2  | 13 |
| 2017 — 2025 | Не кваліфікувались | -  | - | - | - | -  | -  |
| Разом       | Груповий етап      | 3  | 0 | 0 | 3 | 2  | 13 |

## Досягнення
Юнацький кубок Азії
- Чемпіон (7): 1961, 1963, 1964, 1966, 1968, 1969, 1970
- Віце-чемпіон (1): 1965
- 3-є місце (3): 1967, 1971, 2014